# Blattrollkrankheit

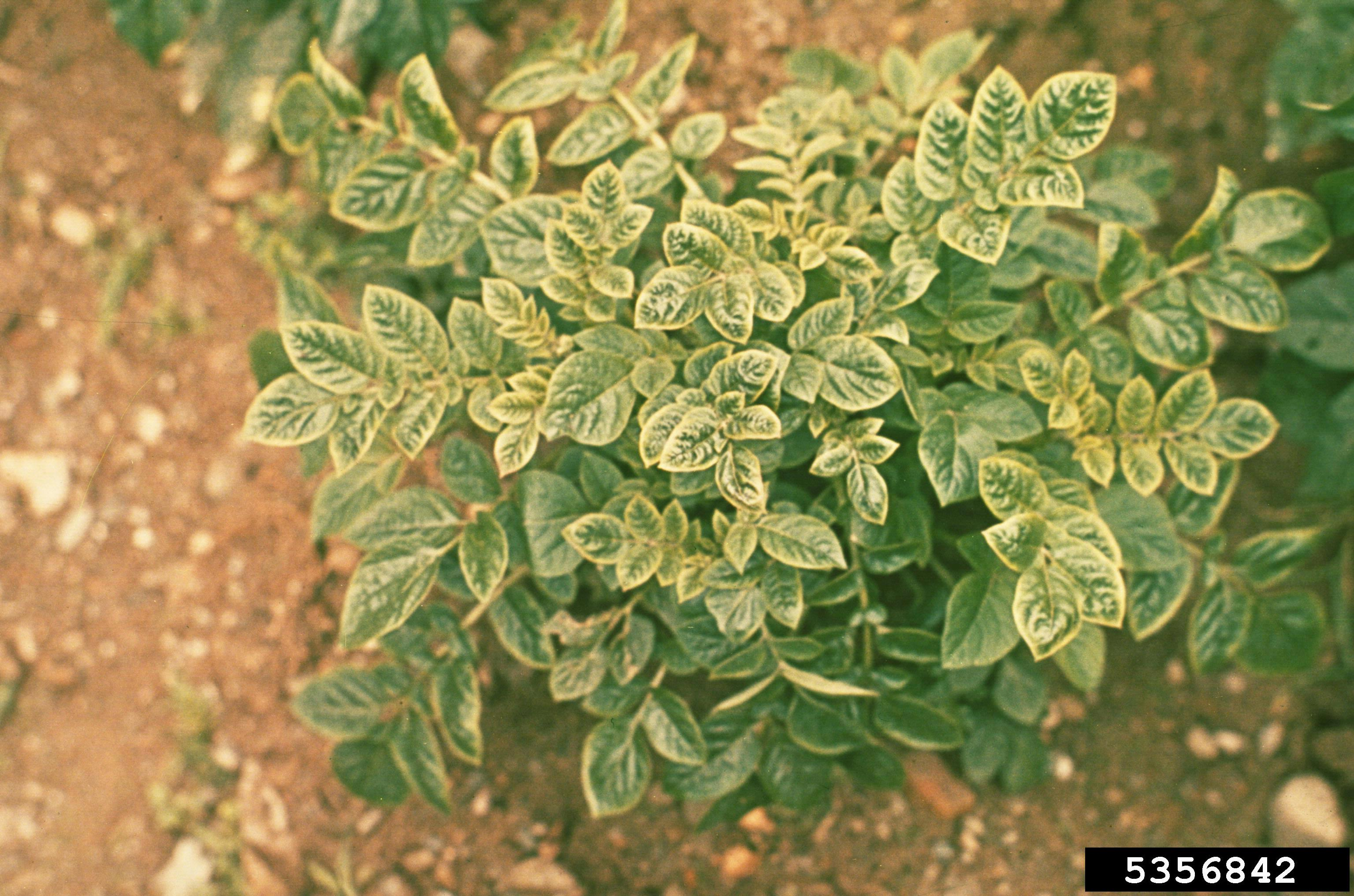
Von der Blattrollkrankheit befallene Kartoffelpflanze

Genomkarte der Gattung Polerovirus

Die Blattrollkrankheit bei der Kartoffel wird verursacht durch das Blattrollvirus (PLRV, Potato leafroll virus, Gattung Polerovirus, Familie Luteoviridae). Es verursacht ein Einrollen der oberen Blätter, ein helleres Laub und steileren Wuchs.
Durch Assimilatestau in den Siebröhren, der Abtransport der Stärke ist aufgrund des Befalls in den Gefäßen gehemmt, werden die Blätter hart und brüchig. PLRV war bis Ende der 1980er Jahre die bedeutendste Viruskrankheit im Kartoffelbau. Infektionen finden ausschließlich über Vektoren statt (persistente Übertragung). Das Virus wird von den Blattläusen aus dem Siebröhrenbereich entnommen, gelangt in den Verdauungstrakt und wird durch die Speicheldrüsen wieder abgegeben. Für die Infektion einer Kartoffelpflanze ist ein Saugvorgang von mindestens zwei Stunden notwendig. Einmal infizierte Blattläuse sind lebenslang Überträger. Das deutsche Sortenspektrum weist große Unterschiede in der Anfälligkeit der Sorten auf, die meisten Sorten sind jedoch mittel anfällig bis anfällig.